# Obsydian

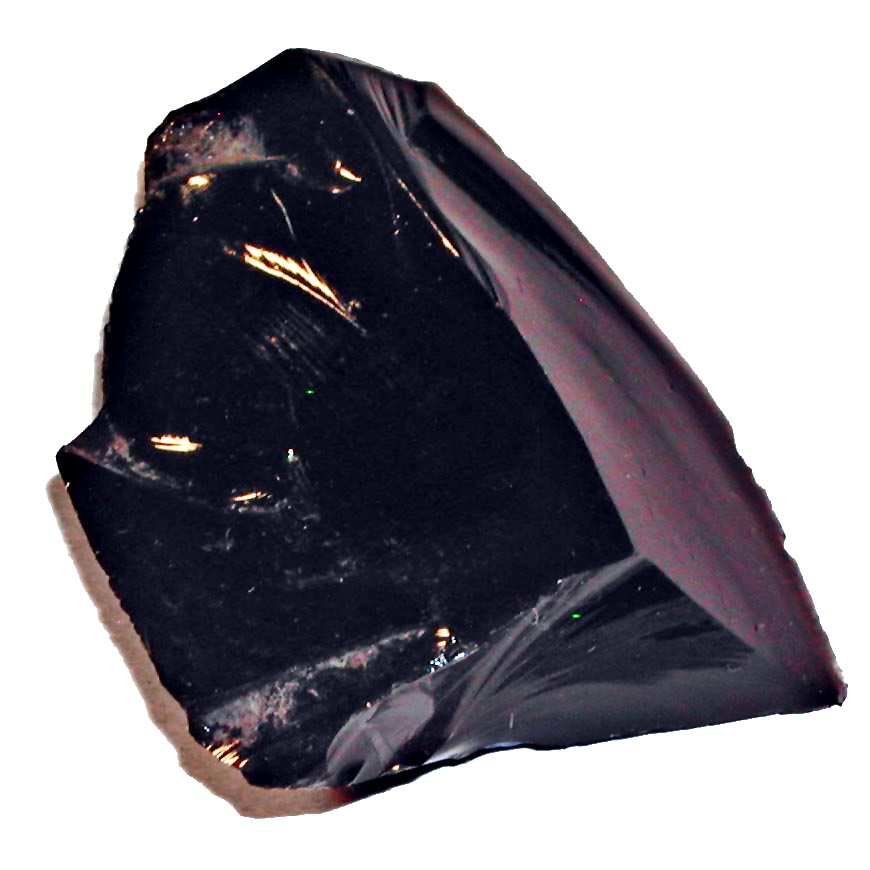
Obsydian

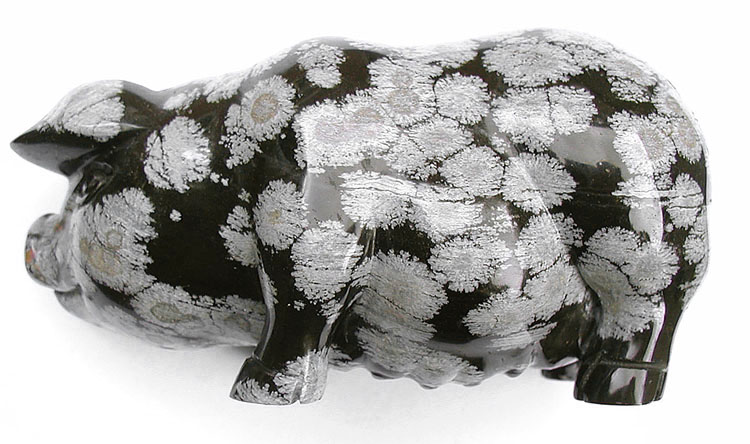
Obsydian śnieżny

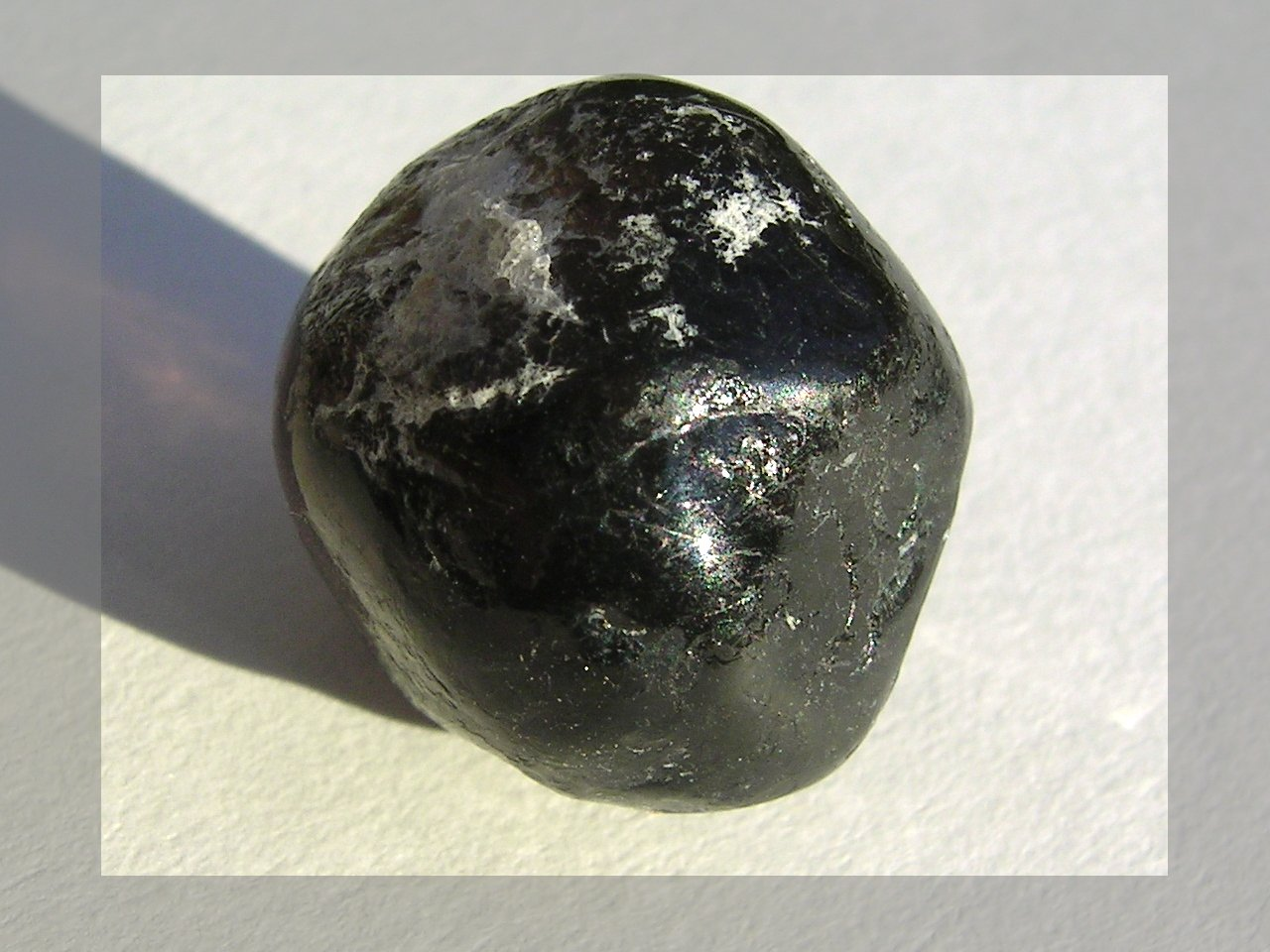
Łzy Apacza

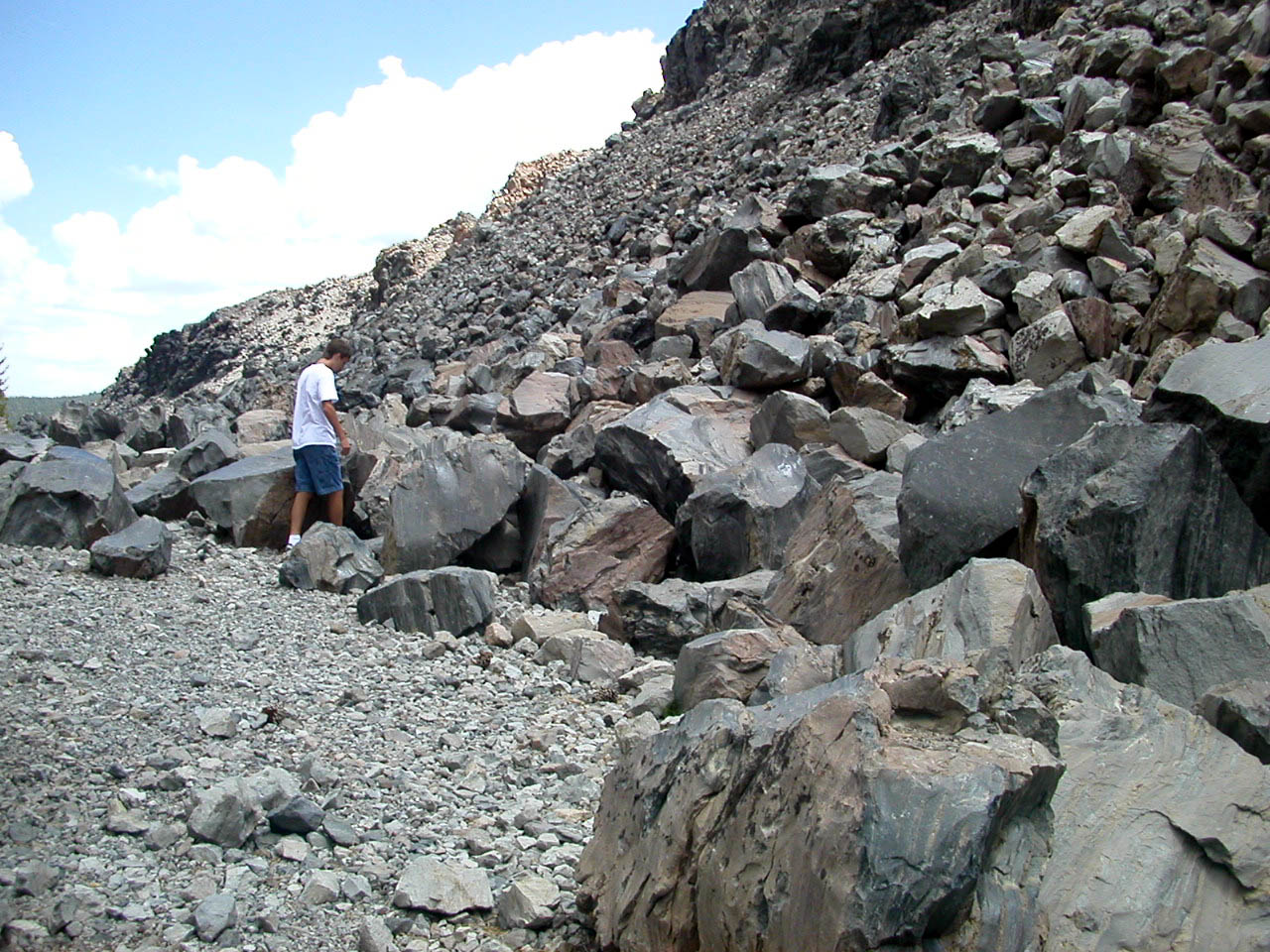
Obsydian

Obsydian (izofir) łac. lapis obsidianus – kwaśna skała wylewna, złożona niemal wyłącznie ze szkliwa wulkanicznego, zawiera do 1% wody. Naturalne szkło powstaje w wyniku natychmiastowego stygnięcia magmy (lawy). Skład chemiczny (głównie dwutlenek krzemu) związany jest z typem lawy i obejmuje bardzo wiele form, od obsydianu ryolitowego po fonolitowy. Ulega rekrystalizacji, przyjmując wygląd zwyczajnej, drobnoziarnistej skały.
Nazwa, wprowadzona przez Teofrasta w 320 r. p.n.e., wywodzi się, według różnych interpretacji, od:
- imienia Obsiusza – Rzymianina, odkrywcy tej skały (Pliniusz Starszy, Historia naturalna 36, 67, 196n) lub
- plemienia Obsius, zamieszkującego niegdyś tereny obecnej Etiopii.

## Właściwości skały
- Twardość: 5–6
- Gęstość: 2330–2430 kg/m³
- Rysa: biała
- Barwa: brunatna, ciemnoszara, czarna, niekiedy: oliwkowa, pomarańczowa, czerwona, złocista, niebieska. Barwa zależy od obecności pigmentu hematytowego lub mikrokryształków igiełkowych (plagioklazu, sanidynu, leucytu) lub obecności niektórych minerałów: kwarcu, biotytu, hornblendy. Rozłożenie barw może być jednolite, pasiaste, wstęgowe lub plamiste. Czasami zawiera pęcherzyki gazowe. Czysty obsydian, bez domieszek innych minerałów, jest czarny.
- Przełam: muszlowy
- Połysk: szklisty

Skała dość pospolita, szeroko rozpowszechniona w niektórych rejonach Ziemi.

## Rodzaje obsydianu
- falisty – rysunek przedstawiający pofałdowane wstęgi, smugi (najbardziej znany z Meksyku).
- iryzujący (tęczowy) – wykazuje żarzącą się iryzację o barwach: złocistej, zielonej, niebieskiej, purpurowej (najpiękniejsze okazy pochodzą z Meksyku, USA, Islandii, stanowi ceniony[przez kogo?] kamień jubilerski i kolekcjonerski).
- śnieżny (kwiatowy) – handlowa nazwa czarnego obsydianu zawierającego liczne białe krystality układające się w kształt płatków śniegu lub kwiatów. Najpiękniejsze okazy pochodzą z USA – Utah.
- kwitnący – czarny, podobny do obsydianu śnieżnego, zawiera liczne białe sferolity. Pochodzi z Nevady (USA).
- onyksowy – odznacza się występowaniem naprzemianległych jasnych i ciemnych warstewek lub wstęg, podobnych jak w onyksie.
- połyskliwy – odznacza się metalicznym odblaskiem lub „skrzącym się” połyskiem wywołanym przez bardzo drobne pęcherzyki gazowe lub mikrolity.

Szczególnymi formami są: łzy Apacza, łzy Pele, włosy Pele.

## Występowanie
Występuje we Włoszech – Wyspy Liparyjskie, na Węgrzech – Palhaza i w Japonii.
Szczególnie interesujące są zasoby obsydianu w Parku Narodowym Yellowstone (USA), znane jako Klif Obsydianowy, Kalifornia – Glass Mountains, Obsidian Butte, Oregon – Glass Butte. 
Także: Kenia, Meksyk, Gwatemala, Rosja – Kamczatka, Kaukaz, Armenia, Elbrus, Gruzja, Peru.

## Zastosowanie
Obsydian dający bardzo ostre i twarde krawędzie odłupków był chętnie używany w różnych kulturach epoki kamienia. Pierwsze narzędzia obsydianowe były produkowane już w najstarszej ludzkiej kulturze olduwajskiej w paleolicie dolnym. W Mezopotamii wyrabiano z niego narzędzia, broń, rzeźby, ozdoby. Był popularny i ceniony przez Azteków i Majów – rytualne noże, groty strzał, zwierciadła.
Kamień poszukiwany przez kolekcjonerów. Dzisiaj używany jako kamień dekoracyjny, ozdobny i jubilerski. Popularny surowiec rzeźbiarski.